# Рыбы-кабаны (род)
Рыбы-кабаны, или шилопёры (лат. Pentaceros), — род лучепёрых рыб из семейства вепревых (Pentacerotidae), единственный в подсемействе Pentacerotinae.

## Описание
Тело продолговатое, относительно высокое. Спереди заостренное. Чешуя умеренной величины, крепкая. Спинной плавник несет 11—14 колючих лучей и 8—14 мягких. Основание колючей части плавника длиннее мягкой части. Колючие лучи сильные. Анальный плавник с 4—5 колючими лучами, из которых самый длинный — второй. Последний колючий луч ниже мягких лучей, которых насчитывается 7—9. Хвостовой плавник имеет выемку. Грудные и брюшные плавники длинные. Щеки покрыты чешуей, кости головы шершавые. Нёбные зубы отсутствуют.
Распространены в Тихом, Индийском и Атлантическом океанах.

## Классификация
На май 2019 года в род включают 6 видов:
- Pentaceros capensis Cuvier, 1829 — Капская рыба-кабан, или южноафриканская рыба-кабан
- Pentaceros decacanthus Günther, 1859 — Южная рыба-кабан, или южный шилопёр
- Pentaceros japonicus Steindachner, 1883 — Японская рыба-кабан, или японский шилопёр
- Pentaceros quinquespinis Parin & Kotlyar, 1988
- Pentaceros richardsoni Smith, 1844 — Рыба-кабан, или рыба-кабан Ричардсона
- Pentaceros wheeleri (Hardy, 1983) — Рыба-кабан Вилера